# Клемпе-Дольне
Клемпе-Дольне (пол. Klępie Dolne) — село в Польщі, у гміні Стопниця Буського повіту Свентокшиського воєводства.
Населення — 290 осіб (2011).
У 1975-1998 роках село належало до Келецького воєводства.

## Демографія
Демографічна структура на день 31 березня 2011 року:
|          | Загалом | Допрацездатний вік | Працездатний вік | Постпрацездатний вік |
| -------- | ------- | ------------------ | ---------------- | -------------------- |
| Чоловіки | 147     | 36                 | 95               | 16                   |
| Жінки    | 143     | 24                 | 79               | 40                   |
| Разом    | 290     | 60                 | 174              | 56                   |